# Шахова олімпіада 2018
43-я всесвітня шахова олімпіада відбувалася з 23 вересня по 6 жовтня 2018 року в Батумі (Грузія). У рамках змагань проходила також 28-а жіноча шахова олімпіада. Відкритий турнір зібрав 185 команд із 180 країн — рекорд шахових олімпіад. Уперше після розпаду Радянського Союзу збірна Росії не була найсильнішою командою олімпіади за середнім рейтингом — росіяни посідали друге місце після збірної Сполучених Штатів.
У турнірі не брала участь Болгарія (у жовтні 2017-го посідала 19-е місце у світі за середнім рейтингом топ-10 шахістів), яку виключено з ФІДЕ через розслідування фінансових злочинів, у яких підозрюють Болгарську федерацію шахів. Не зіграли №№1 чоловічого та жіночого рейтингу: чемпіон світу норвежець Магнус Карлсен та китаянка Хоу Іфань. Натомість, уперше з 2006 року на олімпіаді зіграв Вішванатан Ананд.

## Вибір господаря
Під час конгресу ФІДЕ в Тромсе 2014 року вибирали країну-господаря одразу двох турнірів: Кубка світу 2017 і олімпіади-2018. Південно-Африканська Республіка висунула як кандидатів міста Сан-Сіті та Дурбан, а Грузія — Тбілісі й Батумі. Під час голосування грузинська заявка перемогла з результатом 93 голоси проти 58.
2015 року договір про проведення Кубка світу та олімпіади в Грузії підписали: голова оргкомітету Зураб Азмайпарашвілі (президент Європейського шахового союзу), Кірсан Ілюмжинов (президент ФІДЕ) і Георгій Гіоргадзе (президент Грузинської шахової федерації).

## Формат і календар змагань
- Команда складається з 5 гравців (1 запасний) та капітана (тренера).
- 11 турів за швейцарською системою.

Церемонія відкриття турніру — 23 вересня о 21:00 у «Black Sea Arena» (куротне селище Шекветілі), церемонія закриття — 5 жовтня о 20:00 у Батумському державному музичному центрі. Ігри відбуватимуться в Палаці спорту, збудованому 2018 року. Початок партій 1-10-го турів — о 15:00, останнього туру — об 11:00.

## Фаворити
Тринадцять найсильніших збірних за середнім рейтингом. Уперше після розпаду Радянського Союзу збірна Росії не була найсильнішою командою олімпіади за середнім рейтингом — росіяни посідали друге місце після збірної Сполучених Штатів.
| Місце  | Команда     | ⌀ рейт. |
| ------ | ----------- | ------- |
| 1.     | США         | 2772    |
| 2.     | Росія       | 2764    |
| 3.     | КНР         | 2756    |
| 4.     | Азербайджан | 2748    |
| 5.     | Індія       | 2724    |
| 6.     | Україна     | 2698    |
| 7-9.   | Вірменія    | 2688    |
| 7-9.   | Англія      | 2688    |
| 7-9.   | Франція     | 2688    |
| 10.    | Ізраїль     | 2676    |
| 11-12. | Польща      | 2673    |
| 11-12. | Угорщина    | 2673    |
| 13.    | Нідерланди  | 2671    |

## Перебіг
У 4-у турі Польща несподівано перемогла Росію, в 5-у турі внічию зіграли США та Ізраїль, а Китай програв Чехії. Після 6-о туру, в якому поляки обіграли українців, а азербайджанці — чехів, тільки ці дві команди-переможниці (Польща та Азербайджан) мали 100% командних очок.
Невдало виступала перша збірна господарів (Грузія заявила три збірні) — зіграла внічию з норвежцями (М. Карлсен не грав на олімпіаді) і програла литовцям.
Подано результати матчів 13 найрейтинговіших збірних.

### 1-й тур
У дебютному турі фаворити зустрічалися із командами з нижчої половини списку. Усі найсильніші команди впевнено перемогли, хоча й трапилося кілька несподіванок: китаєць Лі Чао (2708) програв мароканцю Мохамеду-Мехді Айтхміду (2244), Василь Іванчук (2710) зіграв унічию із замбійцем Ендрю Кайонде (2393), а індус Крішнан Сасікіран (2672) — зі сальвадорцем Карлосом Бурґосом Фіґероа (2222). Англія та Угорщина віддали по одному пункту Анголі й Мадагаскару, відповідно, перемігши по 3:1.
| Команда    | КО | Рах. | КО | Команда     |
| ---------- | -- | ---- | -- | ----------- |
| США        |    | 4:0  |    | Панама      |
| Уганда     |    | 0:4  |    | Росія       |
| КНР        |    | 3:1  |    | Марокко     |
| Індія      |    | 3½:½ |    | Сальвадор   |
| Замбія     |    | ½:3½ |    | Україна     |
| Франція    |    | 4:0  |    | Ємен        |
| Японія     |    | ½:3½ |    | Вірменія    |
| Англія     |    | 3:1  |    | Ангола      |
| Болівія    |    | ½:3½ |    | Ізраїль     |
| Польща     |    | 4:0  |    | Гватемала   |
| Мадагаскар |    | 1:3  |    | Угорщина    |
| Нідерланди |    | 4:0  |    | Ліван       |
| IPCA       |    | ½:3½ |    | Азербайджан |

### 2-й тур
Американці ледь перемогли третю збірну Грузії, середній вік якої становив 18 років. Тільки Веслі Со здобув перемогу, тоді як претендент на титул чемпіона світу Фабіано Каруана, а також Семюел Шекленд і Рой Робсон задовольнилися нічиїми із юними грузинами, чий рейтинг становив 2300-2500. Індія здолала Австрію 3½:½, Росія — Ірландію 3:1, із таким самим рахунком Азербайджан обіграв Італію. Україна та Вірменія мінімально (2½:1½) обіграли Узбекистан і Казахстан, відповідно. Перша команда Грузії поділила очки з Норвегією.
| Команда    | КО | Рах.  | КО | Команда     |
| ---------- | -- | ----- | -- | ----------- |
| Грузія-3   | 2  | 1½:2½ | 2  | США         |
| Росія      | 2  | 3:1   | 2  | Ірландія    |
| Уругвай    | 2  | 0:4   | 2  | Франція     |
| Ізраїль    | 2  | 3½:½  | 2  | Коста-Рика  |
| Індонезія  | 2  | 0:4   | 2  | Польща      |
| Шотландія  | 2  | 0:4   | 2  | Нідерланди  |
| Узбекистан | 2  | 1½:2½ | 2  | Україна     |
| Італія     | 2  | 1:3   | 2  | Азербайджан |
| Індія      | 2  | 3½:½  | 2  | Австрія     |
| Вірменія   | 2  | 2½:1½ | 2  | Казахстан   |
| Колумбія   | 2  | ½:3½  | 2  | КНР         |
| Англія     | 2  | 3½:½  | 2  | Бельгія     |
| Албанія    | 2  | 2:2   | 2  | Угорщина    |

### 3-й тур
Польща мінімально перемогла Португалію (на першій шахівниці Луїш Ґалеґо, 2471, білими переграв Яна-Кшиштофа Дуду, 2739). США обіграли Голландію 3:1 — перемогли Веслі Со на другій і Семюел Шекленд на четвертій шахівниці. Росія мінімально обіграла Грузію-2, тільки завдяки перемозі Володимира Крамника чорними. Китай переграв Перу із рахунком 3:1, хоча на третій шахівниці І Вей (2742) чорними поступився Хорхе Корі (2664). Азербайджан розгромив Словенію (3½:½), Індія — Канаду (3½:½), Україна та Вірменія мінімально (2½:1½) обіграли Румунію та Туреччину, відповідно. Німеччина зіграла внічию із Сербією.
Турнірну таблицю після другого та третього ігрових днів очолювавала команда Франції, яка в матчах проти Ємену, Уругваю та Алжиру втратила тільки ½ очка.
| Команда     | КО | Рах.  | КО | Команда    |
| ----------- | -- | ----- | -- | ---------- |
| Франція     | 4  | 3½:½  | 4  | Алжир      |
| Португалія  | 4  | 1½:2½ | 4  | Польща     |
| Нідерланди  | 4  | 1:3   | 4  | США        |
| Перу        | 4  | 1:3   | 4  | КНР        |
| Азербайджан | 4  | 3½:½  | 4  | Словенія   |
| Бразилія    | 4  | 1½:2½ | 4  | Англія     |
| В'єтнам     | 4  | 3½:½  | 4  | Бангладеш  |
| Ісландія    | 4  | ½:3½  | 4  | Ізраїль    |
| Україна     | 4  | 2½:1½ | 4  | Румунія    |
| Вірменія    | 4  | 2½:1½ | 4  | Туреччина  |
| Грузія-2    | 4  | 1½:2½ | 4  | Росія      |
| Канада      | 4  | ½:3½  | 4  | Індія      |
| Угорщина    | 3  | 2½:1½ | 2  | Узбекистан |

### 4-й тур
Сенсацією стала поразка Росії від Польщі (1½:2½). Можна було очікувати рівної боротьби на перших двох шахівницях, де грали Дуда і Войташек, однак жоден із них не переміг, натомість перемоги здобули Я. Томчак (2614) над В. Крамником (2779; отримав мат, що дуже рідко зустрічається в змаганнях такого високого рівня) і К. Драґун (2568) над Дмитром Яковенком (2747). Сполучені Штати мінімально обіграли Індію — єдиною результативною партією була зустріч Каруана — Ананд на першій шахівниці, де Вішванатан здався на 26-у ході. Україна мінімально перемогла Аргентину.
Несподіванкою була поразка першої команди Грузії від Литви (1:3). Турнірну таблицю очолили азербайджанці, які розгромили англійців 3½:½. Із таким самими рахунком КНР обіграла Хорватію.
| Команда     | КО | Рах.  | КО | Команда    |
| ----------- | -- | ----- | -- | ---------- |
| В'єтнам     | 6  | 1½:2½ | 6  | Франція    |
| Ізраїль     | 6  | 3:1   | 6  | Швеція     |
| США         | 6  | 2½:1½ | 6  | Індія      |
| Чехія       | 6  | 2½:1½ | 6  | Іран       |
| Азербайджан | 6  | 3½:½  | 6  | Англія     |
| КНР         | 6  | 1½:2½ | 6  | Хорватія   |
| Греція      | 6  | 1:3   | 6  | Вірменія   |
| Аргентина   | 6  | 1½:2½ | 6  | Україна    |
| Польща      | 6  | 2½:1½ | 6  | Росія      |
| Угорщина    | 5  | 1½:2½ | 5  | Німеччина  |
| Таджикистан | 4  | 0:4   | 4  | Нідерланди |

### 5-й тур
| Команда  | КО | Рах.  | КО | Команда     |
| -------- | -- | ----- | -- | ----------- |
| Вірменія | 8  | 1½:2½ | 8  | Азербайджан |
| Франція  | 8  | 1:3   | 8  | Польща      |
| КНР      | 8  | 1:3   | 8  | Чехія       |
| США      | 8  | 2:2   | 8  | Ізраїль     |
| Україна  | 8  | 2½:1½ | 7  | Іспанія     |
| Литва    | 7  | ½:3½  | 6  | Нідерланди  |
| Індія    | 6  | 3½:½  | 6  | Парагвай    |
| Росія    | 6  | 3:1   | 6  | Перу        |
| Англія   | 6  | 3:1   | 6  | Італія      |
| Данія    | 5  | 1:3   | 5  | Угорщина    |

### 6-й тур
| Команда              | КО | Рах.  | КО | Команда   |
| -------------------- | -- | ----- | -- | --------- |
| Азербайджан          | 10 | 3:1   | 10 | Чехія     |
| Польща               | 10 | 2½:1½ | 10 | Україна   |
| Ізраїль              | 9  | 2:2   | 9  | Німеччина |
| Боснія і Герцеговина | 8  | ½:3½  | 9  | США       |
| Іран                 | 8  | 1½:2½ | 8  | КНР       |
| Росія                | 8  | 2:2   | 8  | Індія     |
| Англія               | 8  | 2:2   | 8  | Франція   |
| Нідерланди           | 8  | 2½:1½ | 8  | Грузія-3  |
| Північна Македонія   | 8  | ½:3½  | 8  | Вірменія  |

### 7-й тур
| Команда   | КО | Рах.  | КО | Команда     |
| --------- | -- | ----- | -- | ----------- |
| Польща    | 12 | 2:2   | 12 | Азербайджан |
| Хорватія  | 10 | 1:3   | 11 | США         |
| Україна   | 10 | 2:2   | 10 | КНР         |
| Німеччина | 10 | 2:2   | 10 | Нідерланди  |
| Чехія     | 10 | 2:2   | 10 | Ізраїль     |
| Білорусь  | 10 | 1:3   | 10 | Вірменія    |
| Індія     | 8  | 2½:1½ | 8  | Єгипет      |
| Угорщина  | 9  | 1:3   | 9  | Франція     |
| Сербія    | 9  | 2:2   | 9  | Росія       |
| Аргентина | 8  | 1½:2½ | 9  | Англія      |

### 8-й тур
| Команда  | КО | Рах.  | КО | Команда     |
| -------- | -- | ----- | -- | ----------- |
| США      | 13 | 2½:1½ | 13 | Азербайджан |
| Вірменія | 12 | 2:2   | 13 | Польща      |
| Чехія    | 11 | 1½:2½ | 11 | Індія       |
| Іспанія  | 11 | 1½:2½ | 11 | Німеччина   |
| Ізраїль  | 11 | 1½:2½ | 11 | Англія      |
| Франція  | 11 | 2½:1½ | 11 | Україна     |
| КНР      | 11 | 2½:1½ | 11 | Нідерланди  |
| Росія    | 10 | 3:1   | 10 | Білорусь    |
| Угорщина | 9  | 3:1   | 9  | Фінляндія   |

### 9-й тур
| Команда     | КО | Рах.  | КО | Команда    |
| ----------- | -- | ----- | -- | ---------- |
| Польща      | 14 | 2½:1½ | 15 | США        |
| Азербайджан | 13 | 1½:2½ | 13 | КНР        |
| Індія       | 13 | 1½:2½ | 13 | Вірменія   |
| Німеччина   | 13 | 2:2   | 13 | Франція    |
| Англія      | 13 | 3:1   | 12 | Норвегія   |
| Італія      | 12 | 1:3   | 12 | Росія      |
| Нідерланди  | 11 | 3:1   | 12 | Молдова    |
| Ізраїль     | 11 | 3:1   | 11 | Угорщина   |
| Україна     | 11 | 3:1   | 11 | Чорногорія |

### 10-й тур
Китайська дружина завдала першої поразки сенсаційним полякам, які до того перемогли Росію, Україну та Францію, а також зіграли внічию із США, Азербайджаном і Вірменією. Матч закінчився з рахунком 3:1 завдяки перемогам Дін Ліженя на першій та Лі Чао на четвертій шахівницях.
США мінімально обіграли Вірменію, єдиною ненічийною зустріччю стала дуель на 3-й шахівниці: Грант Мелкумян Грант — Семюел Шекленд — 0:1. Росія також мінімально здолала Англію, завдяки перемозі Володимира Крамника на 3-й шахівниці. Шанси азербайджанців на медалі перекреслили українці, які перемогли з рахунком 2½:1½. Місце в першій п'ятірці зберегли французи, які перемогли Хорватію — 2½:1½.
| Команда      | КО | Рах.  | КО | Команда  |
| ------------ | -- | ----- | -- | -------- |
| КНР          | 15 | 3:1   | 16 | Польща   |
| Вірменія     | 15 | 1½:2½ | 15 | США      |
| Росія        | 14 | 2½:1½ | 15 | Англія   |
| Франція      | 14 | 2½:1½ | 14 | Хорватія |
| Азербайджан  | 13 | 1½:2½ | 13 | Україна  |
| Нідерланди   | 13 | 1:3   | 13 | Індія    |
| Казахстан    | 13 | 2½:1½ | 13 | Ізраїль  |
| Туркменістан | 11 | 1:3   | 11 | Угорщина |

### 11-й тур
Фаворити (Америка та Китай) зустрічались в очному матчі за «золото». Лише ці дві команди могли здобути чисту перемогу на турнірі. Росія, Польща та Франція у випадку нічиєї США — КНР і своєї перемоги могли розраховувати на перше місце тільки за додатковими показниками.
| Команда   | КО | Рах.  | КО | Команда     |
| --------- | -- | ----- | -- | ----------- |
| США       | 17 | 2:2   | 17 | КНР         |
| Франція   | 16 | 1½:2½ | 16 | Росія       |
| Індія     | 15 | 2:2   | 16 | Польща      |
| Німеччина | 15 | 2:2   | 15 | Вірменія    |
| Україна   | 15 | 2:2   | 15 | Чехія       |
| Англія    | 15 | 3½:½  | 15 | Казахстан   |
| Сербія    | 13 | 0:4   | 13 | Азербайджан |
| Греція    | 13 | 2½:1½ | 13 | Ізраїль     |
| Монголія  | 13 | 2½:1½ | 13 | Нідерланди  |
| Угорщина  | 13 | 3½:½  | 13 | Коста-Рика  |

### Місця за турами
Місця 25 найсильніших (відповідно до посіву) збірних після кожного туру:
|             | 1  | 2  | 3  | 4  | 5  | 6  | 7  | 8  | 9  | 10 | 11 |
| ----------- | -- | -- | -- | -- | -- | -- | -- | -- | -- | -- | -- |
| США         | 1  | 20 | 16 | 6  | 5  | 3  | 3  | 1  | 2  | 1  | 2  |
| Росія       | 2  | 18 | 17 | 25 | 14 | 17 | 16 | 11 | 7  | 5  | 3  |
| КНР         | 82 | 23 | 6  | 3  | 10 | 4  | 9  | 6  | 3  | 2  | 1  |
| Азербайджан | 65 | 24 | 5  | 1  | 1  | 1  | 1  | 3  | 10 | 20 | 15 |
| Індія       | 66 | 22 | 3  | 14 | 9  | 14 | 5  | 4  | 11 | 6  | 6  |
| Україна     | 67 | 27 | 12 | 9  | 4  | 9  | 10 | 19 | 16 | 8  | 10 |
| Вірменія    | 68 | 28 | 13 | 7  | 17 | 7  | 4  | 7  | 4  | 7  | 8  |
| Англія      | 83 | 25 | 11 | 37 | 23 | 18 | 14 | 9  | 5  | 11 | 5  |
| Франція     | 3  | 1  | 1  | 4  | 11 | 15 | 8  | 5  | 6  | 4  | 9  |
| Ізраїль     | 4  | 8  | 2  | 5  | 6  | 6  | 7  | 16 | 13 | 21 | 39 |
| Польща      | 5  | 2  | 14 | 2  | 3  | 2  | 2  | 2  | 1  | 3  | 4  |
| Угорщина    | 84 | 47 | 26 | 46 | 33 | 19 | 33 | 27 | 41 | 30 | 18 |
| Нідерланди  | 6  | 3  | 38 | 23 | 12 | 5  | 13 | 20 | 14 | 23 | 40 |
| Грузія-1    | 69 | 45 | 25 | 49 | 35 | 36 | 24 | 38 | 20 | 26 | 28 |
| Чехія       | 7  | 19 | 18 | 8  | 2  | 7  | 12 | 22 | 17 | 10 | 12 |
| Німеччина   | 8  | 9  | 19 | 12 | 7  | 10 | 11 | 8  | 8  | 9  | 13 |
| Білорусь    | 70 | 38 | 42 | 40 | 21 | 12 | 23 | 44 | 62 | 44 | 30 |
| Хорватія    | 9  | 10 | 7  | 34 | 19 | 11 | 21 | 12 | 9  | 14 | 26 |
| Перу        | 10 | 4  | 30 | 31 | 53 | 60 | 80 | 58 | 43 | 34 | 49 |
| Аргентина   | 11 | 11 | 15 | 19 | 42 | 24 | 49 | 39 | 22 | 25 | 41 |
| Румунія     | 12 | 12 | 28 | 17 | 45 | 55 | 35 | 55 | 35 | 39 | 27 |
| Туреччина   | 13 | 13 | 29 | 15 | 16 | 23 | 20 | 35 | 36 | 43 | 42 |
| Іран        | 14 | 14 | 4  | 18 | 8  | 22 | 15 | 33 | 34 | 24 | 17 |
| Іспанія     | 15 | 15 | 20 | 10 | 25 | 16 | 6  | 17 | 15 | 22 | 25 |
| Греція      | 16 | 16 | 8  | 21 | 44 | 32 | 22 | 40 | 37 | 31 | 20 |

## Інші заходи
4 вересня 2018 року на честь 40-річчя від проведення матчу за титул чемпіонки світу 1978 між Ноною Гапріндашвилі та Майєю Чибурданідзе організатори олімпіади за підтримки спонсора турніру («Winery Khareba») провели у Кварелі бліц-матч із трьох партій між учасницями чемпіонського матчу — зустріч завершилася внічию 1½:1½.
3-5 жовтня 2018 року в Батумі відбудеться Конгрес ФІДЕ.